# Vincent Rietveld
Vincent Rietveld is een Nederlandse acteur. Hij studeerde in 2002 af van de toneelschool in Maastricht. Hij was in datzelfde jaar mede-oprichter van toneelgroep De Warme Winkel. Hij speelt voor Het Huis van Bourgondië.
Hij is bekend van zijn rol als Jochem de Bruin in een serie reclamespotjes van de Rabobank die tussen 2003 en 2006 regelmatig op de Nederlandse televisie te zien was. Hij werd in 2007 opgevolgd door hockeyster Fatima Moreira de Melo.
Rietveld speelde in de theatervoorstelling Vuile Handen of Les Mains sales van Sartre. Bovendien had hij een rol als Pjotr-Jan Verhoek in de komische dramaserie De Luizenmoeder, die in 2018 en 2019 op de Nederlandse televisie werd uitgezonden.